# Goldwangenspecht
Der Goldwangenspecht (Melanerpes chrysogenys) ist eine Vogelart aus der Familie der Spechte (Picidae). Diese kleine Spechtart ist ein Endemit Mexikos und dort auf ein relativ kleines Gebiet in der mittleren westlichen Küstenregion beschränkt. Die Tiere bewohnen mäßig trockene bis trockene Wälder, aber auch offene Landschaften mit nur noch vereinzelten Bäumen und Plantagen. Diese Spechte fressen Früchte und Beeren sowie Insekten, darunter Ameisen und Käfer und deren Larven. Die Lebensweise der Art ist bisher weitgehend unbekannt. Der Bestand wird als stabil eingeschätzt und die Art wird daher von der IUCN als nicht gefährdet („least concern“) eingestuft.

## Beschreibung
Goldwangenspechte sind kleine Spechte mit relativ langem, leicht meißelförmig zugespitztem und an der Basis recht breitem Schnabel. Der Schnabelfirst ist nach unten gebogen. Die Körperlänge beträgt etwa 19–22 cm, das Gewicht 55–88 g. Sie sind damit etwas kleiner und leichter als ein Buntspecht. Die Art zeigt wie die meisten Spechtarten einen deutlichen Geschlechtsdimorphismus bezüglich der Färbung. Weibchen sind außerdem etwas kurzschnäbeliger als die Männchen.
Bei Vögeln der Nominatform ist die gesamte Oberseite einschließlich Flügeln und Schwanz auf schwarzem Grund weiß quergebändert oder gefleckt. Auf Bürzel und Unterschwanzdecken ist die weiße Querbänderung so kräftig, dass diese Partien eher weiß mit einer schwarzen Bänderung wirken. Die Oberflügeldecken sind schwarz mit großen weißen Flecken und weißen Spitzen. Die Handschwingen zeigen im frischen Zustand schmale weiße Säume und Spitzen, die weiße Bänderung ist auf den basisnahen Bereich beschränkt und bildet auf halber Federhöhe einen weißen Flügelfleck. Die beiden inneren Steuerfedern sind breit weiß gebändert, die von innen gezählt dritten und vierten Steuerfederpaare zeigen eine weiße Bänderung über die halbe Federbreite und die fünften Steuerfedern zeigen wieder vollständige weiße Binden.
Die unteren Kopfseiten, der Hals und die gesamte Unterseite des Rumpfes sind überwiegend einfarbig graubraun bis bräunlich-rot mit einem kräftigen gelblich-oliven Ton, nach hinten blasser und grauer werdend. Die Bauchmitte ist in variabler Ausdehnung orangerot. Die Beinbefiederung, die hinteren Flanken sowie die Unterschwanzdecken zeigen auf diesem Grund eine schwärzliche, pfeilspitzenartige Bänderung. Die Unterflügel sind braun mit weißer Querbänderung, wie auf der Oberseite zeigen die Handschwingen auch auf der Unterseite einen weißen Fleck. Die Schwanzunterseite ist etwas heller braunschwarz als die Oberseite.
Der Schnabel ist schwarz, Beine und Zehen sind grün-grau. Die Iris ist rot bis orange-braun, der Augenring schwärzlich.
Beim Männchen sind die Federn auf der Stirn weißlich mit goldgelben Basen. Der Oberkopf ist leuchtend rot, diese Färbung geht auf der Hinterkopf in orange-rot und auf dem Nacken in ein leuchtendes Goldgelb über. Das Auge ist schmal schwarz eingefasst. Die unteren Zügelpartien, die Wangen und die Ohrdecken sind dunkel goldgelb. Kinn und Kehle sind rotbräunlich golden. Beim Weibchen ist der Oberkopf graubräunlich, die Rotfärbung ist auf einen Fleck am Hinterkopf beschränkt. Wangen und Ohrdecken sind zudem meist blasser gelb.

## Lautäußerungen
Für die Art ist eine Reihe von surrenden oder schnarrenden Rufen bekannt, außerdem auch kurze Serien von Lauten, zum Beispiel ein nasales „ki-di-dik“ und ein lautes „tschiik-oo, tschiik oo, tschiik-oo“. Ob Goldwangenspecht trommeln, ist bisher nicht bekannt.

## Verbreitung und Lebensraum
Die Art ist ein Endemit Mexikos und dort auf ein relativ kleines Gebiet in der mittleren westlichen Küstenregion beschränkt. Das Verbreitungsgebiet umfasst den Abhang zum Pazifik sowie die küstennahe Ebene vom Süden des Bundesstaates Sinaloa über den Norden und Süden von Guerrero bis Oaxaca. Das Gesamtverbreitungsgebiet ist etwa 161.000 km² groß.
Die Tiere bewohnen mäßig trockene bis trockene Wälder, aber auch offene Landschaften mit nur noch vereinzelten Bäumen sowie Plantagen und kommen von Meereshöhe bis etwa 1500 m Höhe vor.

## Systematik
Es werden zwei Unterarten anerkannt:
- Melanerpes chrysogenys chrysogenys (Vigors, 1839); Nordwesten des Verbreitungsgebietes von Sinaloa bis Nayarit. Die Nominatform ist oben beschrieben.
- Melanerpes chrysogenys flavinuchus (Ridgway, 1911); Süden des Verbreitungsgebietes von Jalisco bis Oaxaca. Etwas größer und blasser als die Nominatform, Unterseite grauer, mit weniger gelb im Gesicht und weniger leuchtend gefärbtem Hinterkopf.

## Lebensweise
Die Nahrung wird offenbar überwiegend durch Ablesen, Stochern und Hacken erlangt und besteht sowohl aus Früchten und Samen als auch aus Insekten, darunter Ameisen und Käfer und deren Larven. Genaueres ist dazu bisher nicht bekannt. Die Brutzeit erstreckt sich von Mai bis Juli, die Nisthöhlen werden in Bäumen und großen Kakteen gebaut. Weitere Angaben zur Brutbiologie liegen bisher nicht vor.

## Bestand und Gefährdung
Einschätzungen zur Häufigkeit der Art gibt es nicht, der Weltbestand wurde von BirdLife International im Jahr 2010 sehr grob auf 50.000 bis 500.000 Individuen geschätzt und als stabil angesehen. Die Art wird von der IUCN daher insgesamt als ungefährdet („least concern“) eingestuft.